# Championnat d'Ouganda de football 2004
Navigation
Édition précédente Édition suivante
La saison 2004 du Championnat d'Ouganda de football est la trente-cinquième édition du championnat de première division ougandais. Les équipes engagées sont regroupées au sein d'une poule unique où elles affrontent deux fois leurs adversaires, à domicile et à l'extérieur. En fin de saison, les six derniers du classement sont relégués et remplacés par les cinq champions régionaux de deuxième division.
C'est le club de Villa SC, sextuple tenant du titre, qui remporte à nouveau le titre cette saison après avoir terminé en tête du classement, avec neuf points d'avance sur Kampala City Council. C'est le seizième titre de champion d'Ouganda de l'histoire du club.

## Participants
- Mbale Heroes
- Villa SC
- Kampala City Council
- Simba FC
- Express FC
- Police FC
- Ruhinda FC - promu de D2
- Kinyara Sugar Works FC
- Iganga Town Council
- Masaka Local Council
- Old Timers Bugiri FC - Promu de D2
- Mityana UTODA FC - Promu de D2
- Ggaba United FC - Promu de D2
- Tower of Praise TV FC
- Moyo Town Council - Promu de D2
- Lyantonde/URA

## Compétition

### Classement
Le classement est établi sur le barème de points classique : victoire à 3 points, match nul à 1, défaite à 0.
| Rang | Équipe                      | Pts | J  | G  | N  | P  | Bp | Bc | Diff |
| ---- | --------------------------- | --- | -- | -- | -- | -- | -- | -- | ---- |
| 1    | Villa SCT                   | 67  | 29 | 21 | 4  | 4  | 47 | 12 | +35  |
| 2    | Kampala City CouncilC       | 58  | 29 | 17 | 7  | 5  | 50 | 25 | +25  |
| 3    | Express FC                  | 57  | 29 | 16 | 9  | 4  | 47 | 20 | +27  |
| 4    | Lyantonde/URA               | 57  | 29 | 16 | 9  | 4  | 42 | 17 | +25  |
| 5    | Police FC                   | 41  | 29 | 11 | 8  | 10 | 38 | 24 | +14  |
| 6    | Simba FC                    | 40  | 29 | 11 | 7  | 11 | 34 | 31 | +3   |
| 7    | Kinyara Sugar Works FC      | 40  | 29 | 11 | 7  | 11 | 35 | 33 | +2   |
| 8    | Masaka Local Council        | 40  | 29 | 11 | 7  | 11 | 28 | 27 | +1   |
| 9    | Ggaba United FCP            | 39  | 29 | 11 | 6  | 12 | 32 | 35 | -3   |
| 10   | Mityana UTODA FCP           | 38  | 29 | 10 | 8  | 11 | 40 | 39 | +1   |
| 11   | Tower of Praise TV FC       | 37  | 29 | 10 | 7  | 12 | 30 | 35 | -5   |
| 12   | Iganga Town Council         | 31  | 29 | 8  | 7  | 14 | 21 | 40 | -19  |
| 13   | Mbale Heroes                | 29  | 29 | 6  | 11 | 12 | 20 | 34 | -14  |
| 14   | Ruhinda FCP                 | 27  | 29 | 7  | 6  | 16 | 23 | 54 | -31  |
| 15   | Old Timers Bugiri FCP       | 18  | 29 | 3  | 9  | 17 | 24 | 53 | -29  |
| 16   | Moyo Town Council FCP exclu | 0   | 15 | 0  | 0  | 15 | 9  | 41 | -32  |

|  | Qualification pour la Ligue des champions de la CAF 2005 et la Coupe Kagame inter-club 2005 |
|  | Qualification pour la Coupe de la confédération 2005                                        |
|  | Relégation en deuxième division                                                             |
|  | T : Tenant du titre C : Vainqueur de la Coupe d'Ouganda P : Promu de deuxième division      |

- Moyo Town Council est exclu du championnat après trois forfaits. Ses résultats sont annulés après la mi-saison (15e journée).

## Bilan de la saison
| Championnat d'Ouganda de football 2004                             | |
| Champion                                                           | Villa SC (16e titre)                                                                                             |
| Coupes et trophées                                                 | |
| Vainqueur de la Coupe d'Ouganda 2004                               | Kampala City Council                                                                                             |
| Qualifications continentales                                       | |
| Ligue des champions de la CAF 2005                                 | Villa SC |
| Coupe de la confédération 2005                                     | Kampala City Council                                                                                             |
| Coupe Kagame inter-club 2005                                       | Villa SC |
| Promotions et relégations                                          | |
| Promus en Championnat d'Ouganda de football                        | Lugazi United Mbarara United Gulu United Victors FC Kakira Sugar Works FC                                        |
| Relégués en Championnat d'Ouganda de football de deuxième division | Tower of Praise TV FC Moyo Town Council (exclu) Old Timers Bugiri FC Ruhinda FC Iganga Town Council Mbale Heroes |